# Anne Pierjean
Œuvres principales
Marika
Anne Pierjean, de son vrai nom Marie-Louise Robert épouse Grangeon, née le 6 mars 1921 à Châteauneuf-de-Galaure (Drôme) et morte le 25 janvier 2003 à Montpellier, est un écrivain français.
Elle est l'auteur d'une quarantaine d'ouvrages pour la jeunesse dont le roman Marika qui a été distingué par le prix du Salon de l’enfance.

## Biographie
Née dans la Drôme à Châteauneuf de Galaure, elle a vécu son enfance à Saint-Avit. Eprise de cette région, Marie-Louise Robert s'installe à Crest où, devenue Mme Grangeon, elle a trois enfants : Jean, Pierre et Anne. Elle enseigne pendant vingt ans dans des classes laïques qu'elle doit quitter prématurément et à regret, pour des raisons de santé.
Sous le nom de plume d'Anne Pierjean, elle se consacre alors à l'écriture d'ouvrages pour la jeunesse. Elle a créé ce pseudonyme en assemblant les prénoms de ses trois enfants : Anne, Pierre et Jean.
Les histoires de ses livres se situent en Dauphiné et la plupart en Drôme des collines, à Crest et dans le Vercors. Son roman Marika a obtenu le prix du Salon de l’enfance ainsi que le prix ORTF.
Ses livres sont traduits à l'étranger y compris au Japon.

## Œuvres
- Mon cousin Luc, (1966)
- Les Aventures de Claudinet, (1967)
- Une maman pour Jill, (1967)
- Belle et Toni de nulle part…, (1968)
- Le Plus Éléphant des canetons, (1969)
- Le Plus Étourdi des chatons, (1970)
- Steve et le chien sorcier, (1970)
- David et Sylvie au drôle de pays, (1971)
- Luron-Luret, le petit chat qui voulait se marier, (1971)
- Deux Enfants pour un Luron-Luret, (1972)
- Le Plus Bel œuf de Pâques (suivi de 2 contes), (1972)
- Qui a volé trois poils à l'écureuil ?, (1972)
- Marika, Éditions G. P., collection Spirale, Illustrations de Monique Gorde, (1972) Prix du Salon de l’enfance
- La Demoiselle de Blachaux , Éditions G. P., collection Spirale, Illustrations de Michel Gourlier, (1972)
- La Maison du pré sans barrière, Éditions G. P., collection Spirale, Illustrations de Jean Reschofsky, (1973)
- Luron et Lurette de Monsieur Chien, (1973)
- Cadiche et Claudinet, (1974)
- L'Innocente
- Malouguette et la chatte rouge
- Des ennuis, Julien ?, Éditions G. P., collection Spirale, Illustrations de Jacques Pecnard, (1974)
- L'École ronde, (1974)
- Le Chat qui voulait des bottes, (1974)
- Des bêtes pour Nane, (1975)
- Paul et Louise, (1975)
- Cher Monsieur Bégonia, (1976)
- David et Sylvie et le drôle d'espion
- Judith et l'Ey-Vive, Éditions G. P., collection Spirale, Illustrations de Michel Gourlier, (1976)
- Un épouvantail pour Catie et Marc, (1976)
- Cabriole et Claudinet, (1977)
- Loïse en sabots, (1977)
- Un mystère chez Claudinet, (1977)
- Les Bêtes de Nane et l'Ami Mathieu, (1978)
- Saute-Caruche, (1978)
- Nane, Mathieu et le Clan, (1980)
- Nane, les Grands-pères et le Voleur, (1983)
- Le Temps de Julie, (1987)
- Les Trois Louis d'or de Maria, (1988)
- Le Village qui n'avait pas d'enfants, (1991)
- Le Rosier blanc d'Aurélie, (1992)
- Jean de Bise, (1993)
- L'Instant exact, (2002)
- La Sente terminière, (2010)

## Prix et récompenses
- Prix du Salon de l’enfance  en 1972 pour le roman Marika.

## Hommage
Une école maternelle de la ville de Crest porte son nom. La bibliothèque du village de Saint Avit où elle a passé son enfance a également reçu son nom.